# El duc
El duc (títol original, The Duke) és una pel·lícula de comèdia dramàtica dirigida per Roger Michell i amb guió de Richard Bean i Clive Coleman. És protagonitzada per Jim Broadbent, Helen Mirren, Fionn Whitehead, Matthew Goode i Anna Maxwell Martin. S'ha doblat i subtitulat al català.
Es va exhibir al Festival de Cinema de Venècia el 4 de setembre de 2020 i es va estrenar als cinemes el 6 de novembre de 2020.

## Premissa
El 1961, Kempton Bunton, un conductor de taxis de 60 anys, va robar el Retrat del Duc de Wellington de Goya de la National Gallery a Londres. Va enviar notes d'extorsió dient que tornaria la pintura sota la condició que el govern invertís més en la cura de la gent gran. El que va passar després esdevindria material de llegenda. Una història vertadera edificant sobre un home bo que busca canviar el món i intenta salvar el matrimoni.

## Repartiment
- Jim Broadbent com a Kempton Bunton
- Helen Mirren com a Lilya Frances
- Fionn Whitehead com a Jackie Bunton
- Matthew Goode
- Anna Maxwell Martin

## Producció
L'octubre de 2019 es va fer públic que es faria una pel·lícula sobre el robatori del Retrat del Duc de Wellington de 1961, amb Jim Broadbent com el lladre Kempton Bunton i Helen Mirren com la seva esposa. Roger Michell es va anunciar que en seria el director i el mes següent, que Fionn Whitehead s'uniria al repartiment.
El rodatge va començar el gener de 2020, amb Matthew Goode unint-se al repartiment.

## Estrena
La pel·lícula s'estrenarà al Festival de Cinema de Venècia el 4 de setembre de 2020. També va ser elegida per al Festival de Cinema de Telluride el setembre de 2020, abans que es cancel·lés per la pandèmia per coronavirus. Està previst que s'estreni al Regne Unit el 6 de novembre de 2020.